# Naoufel Ben Rabah
Naoufel Ben Rabah (arab.: نوفل بن رباح, ur. 18 listopada 1977) – tunezyjski bokser kategorii lekkiej, olimpijczyk.
W 1999 roku brał udział w zawodach bokserskich na igrzyskach afrykańskich zdobył srebrny medal w wadze lekkiej.
Rok później reprezentował swój kraj na igrzyskach w Sydney - odpadł w 1 rundzie.